# George Smathers
George Armistead Smathers, né le 14 novembre 1913 à Atlantic City et mort le 20 janvier 2007 à Miami Beach, est un avocat et homme politique américain membre du Parti démocrate.

## Biographie
Sénateur de Floride au Congrès des États-Unis de 1951 à 1969, il commence sa carrière publique comme représentant du 4e district congressionnel de l'État de 1947 à 1951. En 1950, il reçoit le soutien du président Harry Truman pour battre le sénateur de Floride sortant et démocrate, Claude Pepper, qui s'était opposé à la candidature présidentielle de Truman en 1948. Smathers signa en 1956 le Southern Manifesto, texte rédigé par de nombreux élus du sud des États-Unis (Deep South), contre une décision de la Cour suprême allant à l'encontre de la ségrégation dans les écoles publiques. Il se présenta sans succès aux primaires démocrates lors de l'élection présidentielle de 1960, avant de soutenir la campagne de John Kennedy dans le sud-est.
Kennedy, décidé à ne pas refaire équipe avec Lyndon B. Johnson pour le scrutin présidentiel de 1964, aurait choisi Smathers comme colistier. Cependant, son assassinat conduit Johnson à prendre la présidence dès 1963 et Hubert Humphrey est choisi l'année suivante comme doublure du président en campagne pour sa réélection sur le ticket démocrate gagnant.
Entre 1967 et 1969, Smathers préside le comité sur les Petites et moyennes entreprises et les entrepreneurs. En 1968, il décide de se retirer de la politique en renonçant à briguer sa réélection au Sénat. Smathers était réputé être autant proche personnellement de John F. Kennedy que de Richard Nixon.